# Красная Горка (Чагодощенский район)
Красная Горка — деревня в Чагодощенском районе Вологодской области.
Входит в состав Лукинского сельского поселения, с точки зрения административно-территориального деления — в Лукинский сельсовет.
Расстояние по автодороге до районного центра Чагоды — 42 км, до центра муниципального образования деревни Анишино — 1 км. Ближайшие населённые пункты — Анишино, Григорьево, Лукинское.
По переписи 2002 года население — 6 человек.